# Ikarus 260
Ikarus 260 – jedenastometrowy węgierski autobus z fabryki Ikarusa. Jest on użytkowany głównie w krajach byłego RWPG. Łącznie wszystkich odmian Ikarusa 260 w latach 1971-2002 zbudowano 73 547 sztuk, z czego około 1/3 została wyeksportowana do ZSRR.

## Historia modelu na rynku polskim
Model Ikarus 260 był produkowany w wielu odmianach oznaczanych kombinacjami liczb i ewentualnie liter po kropce w ich nazwie.
W 1972 roku rozpoczęto produkcję autobusu Ikarus 260.00, będącego następcą produkowanego w latach 1965-1973 modelu Ikarus 556.
W 1974 roku do Polski sprowadzona została pierwsza partia modelu 260.04. Autobusy te eksploatowane były w Bielsku-Białej, Częstochowie oraz Katowicach. Charakteryzowały się wąskimi otwieranymi oknami i srebrnymi rurkami w środku.

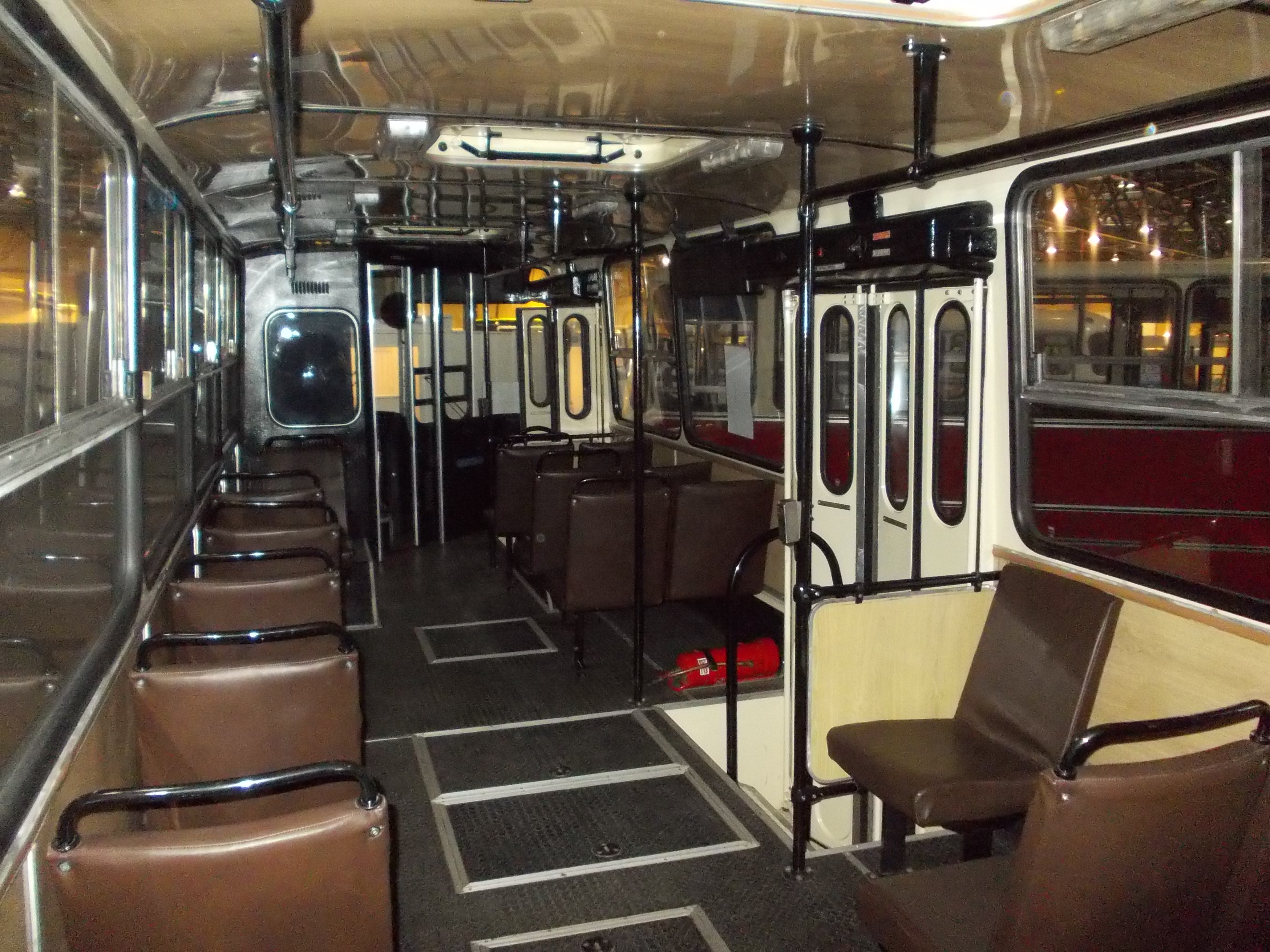
Wnętrze z rynku polskiego

W roku 1981 ze względu na trudności w eksploatacji autobusów Jelcz PR110U ponowiono import modelu Ikarus 260.04. Podtyp „.04” stanowił wersję przeznaczoną na rynek polski, dostosowaną przez producenta do potrzeb polskich przewoźników. Do napędu tej wersji zastosowano 6-cylindrowy silnik wysokoprężny Raba-MAN D2156HM6U o mocy maksymalnej 142 kW (193 KM) i maksymalnym momencie obrotowym 696 Nm przy 1300 obr./min. Jednostka napędowa zblokowana została z 5-biegową manualną skrzynią biegów Csepel ASH-75. W układzie jezdnym zastosowano oś przednią LiAZ A4 produkcji radzieckiej oraz most napędowy MVG 018.59. W 1985 roku rozpoczęto stosowanie węgierskiej osi przedniej Raba MVG 832 w zamian podzespołu produkcji ZSRR. W tym samym roku import modelu 260.04 został wstrzymany z powodu rozpoczęcia produkcji autobusu Jelcz M11 opartego na tym samym, co Ikarus 260 podwoziu. W latach 1990–91 wznowiono montaż Ikarusa 260.04 w Warszawie używając nowych nadwozi i zregenerowanych części ze starych ikarusów.
Na początku lat 80. XX wieku do Polski trafiła również partia modelu Ikarus 260.02 przeznaczonego na rynek NRD. W stosunku do odmiany „.04” wersja ta różniła się mniejszą liczbą otwieranych okien oraz brakiem kabiny kierowcy.
W 1993 roku przewoźnik ZKM Zawiercie zakupił 3 egzemplarze modelu 260.73B. Do napędu tej wersji zastosowano turbodoładowany silnik Raba-MAN D2156HM6UT o mocy maksymalnej 162 kW (220 KM) i momencie obrotowym wynoszącym 820 Nm przy 1600 obr./min., współpracujący z 6-biegową manualną skrzynią biegów ZF 6S-90U.
W latach 1993–1994 prowadzono sprzedaż zmodernizowanego modelu Ikarus 260.73A. Zastosowano w nim zmodernizowany 6-cylindrowy silnik Raba D10UTS 150 o mocy maksymalnej 150 kW (205 KM) oraz momencie obrotowym 912 Nm przy 1600 obr./min., jednostka napędowa zblokowana była z 3-biegową automatyczną skrzynią biegów Voith D863.3 lub 4-biegową ZF 4HP500. Nieznacznej modernizacji uległo nadwozie, poprzez zastosowanie nowego wzoru dwupłatowych drzwi.
W 1997 roku sprzedano po jednym egzemplarzu modelu 260.59E oraz 260.30A, które od podtypu „.73A” różnią się zastosowanym silnikiem (spełniającym normę EURO-2), innym układem siedzeń we wnętrzu pojazdu oraz ich typem. Ikarus 260.59E jeżdżący w Czechowicach-Dziedzicach jest ostatnim sprowadzonym nowym Ikarusem 260 w Polsce. Należy przypomnieć, że montaż Ikarusów serii 200 w Polsce to inicjatywa Izby Gospodarczej Komunikacji Miejskiej.

## Zachowane autobusy Ikarus 260 w Polsce
W styczniu 2019 roku w Polsce istniały następujące Ikarusy 260 historyczne lub przeznaczone na historyczne.
| Nazwa          | Rocznik | Numer taborowy | Poprzedni właściciel                                 | Lokalizacja          | Obecny właściciel                                                     |
| -------------- | ------- | -------------- | ---------------------------------------------------- | -------------------- | --------------------------------------------------------------------- |
| Ikarus 260.73A | 1993    | 2307           | ZKM Gdańsk                                           | Gdańsk               | Gdańskie Autobusy i Tramwaje                                          |
| Ikarus 260.73A | 1993    | 6331           | Miejskie Zakłady Autobusowe w Warszawie              | Warszawa             | Prywatny właściciel, ikarus260.pl                                     |
| Ikarus 260.73A | 1993    | 6332           | Miejskie Zakłady Autobusowe w Warszawie              | Warszawa             | Prywatny właściciel, ikarus260.pl                                     |
| Ikarus 260.04  | 1983    | 3931           | Przedsiębiorstwo Komunikacji Miejskiej w Gliwicach   | Wrocław              | Prywatny właściciel, [zabytkowy-ikarus.pl]                            |
| Ikarus 260.32  | 1986    | 3932           | Volanbusz Budapest, Sandor Tours Puspokladany        | Wrocław              | Prywatny właściciel, [zabytkowy-ikarus.pl]                            |
| Ikarus 260.73A | 1993    | 6905           | Miejskie Zakłady Autobusowe w Warszawie              | Warszawa             | Miejskie Zakłady Autobusowe w Warszawie                               |
| Ikarus 260.73A | 1993    | 6930           | Miejskie Zakłady Autobusowe w Warszawie              | Warszawa             | Miejskie Zakłady Autobusowe w Warszawie                               |
| Ikarus 260.73A | 1993    | 6381           | Miejskie Zakłady Autobusowe w Warszawie              | Warszawa             | Beerbus                                                               |
| Ikarus 260.04  | 1985    | 894            | Miejskie Przedsiębiorstwo Komunikacyjne w Wałbrzychu | Wałbrzych            | Mobilne Centrum Promocji                                              |
| Ikarus 260.04  | 1982    | 289            | Miejskie Zakłady Autobusowe w Warszawie              | Warszawa             | KMKM Warszawa                                                         |
| Ikarus 260.73A | 1993    | 6306           | Miejskie Zakłady Autobusowe w Warszawie              | Warszawa             | KMKM Warszawa                                                         |
| Ikarus 260.04  | 1985    | 45151          | Miejskie Zakłady Autobusowe w Warszawie              | Kraków               | MPK Kraków                                                            |
| Ikarus 260.04  | 1984    | PH118          | Miejskie Przedsiębiorstwo Komunikacyjne w Krakowie   | Kraków               | Muzeum Inżynierii Miejskiej w Krakowie                                |
| Ikarus 260.73A | 1994    | 6412           | Miejskie Zakłady Autobusowe w Warszawie              | Bydgoszcz            | BydBus Bydgoszcz                                                      |
| Ikarus 260.04  | 1985    | 28339          | ZKM Gdańsk                                           | Gdynia               | Prywatny właściciel, [kultowyikarus.pl]                               |
| Ikarus 260.04  | 1985    | 5051           | ZKM Gdańsk                                           | Gdańsk               | Prywatny właściciel, [kultowyikarus.pl]                               |
| Ikarus 260.04  | 1985    | 1735           | Miejskie Przedsiębiorstwo Komunikacyjne w Poznaniu   | Poznań               | Miejskie Przedsiębiorstwo Komunikacyjne w Poznaniu                    |
| Ikarus 260.04  | 1985    | 5506           | Miejski Zakład Komunikacyjny w Pabianicach           | Łódź                 | Prywatny właściciel, [buslodz volan]                                  |
| Ikarus 260.04  | 1983    | RV01           | Koro Łódź                                            | Łódź                 | Prywatny właściciel, czerwonyikarus.pl                                |
| Ikarus 260.59E | 1997    | 09             | PKM Czechowice-Dziedzice                             | Czechowice-Dziedzice | Przedsiębiorstwo Komunikacji Miejskiej Czechowice-Dziedzice           |
| Ikarus 260.04  | 1983    | GDA 9411       | Miejskie Przedsiębiorstwo Komunikacyjne w Krakowie   | Gdańsk               | Prywatny właściciel, czerwonyikarus.pl                                |
| Ikarus 260.73A | 1994    | 208            | Miejski Zakład Komunikacji w Kędzierzynie-Koźlu      | Kędzierzyn-Koźle     | Miejski Zakład Komunikacji w Kędzierzynie-Koźlu (odstawiony, kasacja) |
| Ikarus 260.04  | 1983    | 2373           | Miejskie Przedsiębiorstwo Komunikacyjne w Łodzi      | Łódź                 | Politechnika Łódzka                                                   |
| Ikarus 260.04  | 1985    | STA 29AH       | Przedsiębiorstwo Komunikacji Miejskiej Świerklaniec  | Będzin               | Przedsiębiorstwo Komunikacji Miejskiej w Sosnowcu                     |

## Podtypy

### Ikarus 260.00
Pierwszy podtyp Ikarusa 260 został oznaczony numerem 00. Jest to wersja przeznaczona dla BKV Budapeszt i została produkowana do połowy lat osiemdziesiątych. Wyposażona w automatyczną skrzynię biegów Praga 2M70 i silnik wolnossący Raba D2156.

### Ikarus 260.01
W 1972 powstał kolejny podtyp Ikarusa 260.01 został zamówiony przez ZSRR. Wyposażony został w manualną skrzynię biegów..

### Ikarus 260.02
Ikarusy 260.02 zostały zbudowane dla NRD. Pojazdy te charakteryzowały się brakiem otwieranych okien oraz brakiem zamkniętej kabiny kierowcy. W 1982 model ten został sprowadzony do Warszawy. Ze względu jednak na niepraktyczność tych rozwiązań w Polsce przeznaczono je po 2-3 latach na pojazdy nauki jazdy a później przebudowano je na 260.04.

### Ikarus 260.03

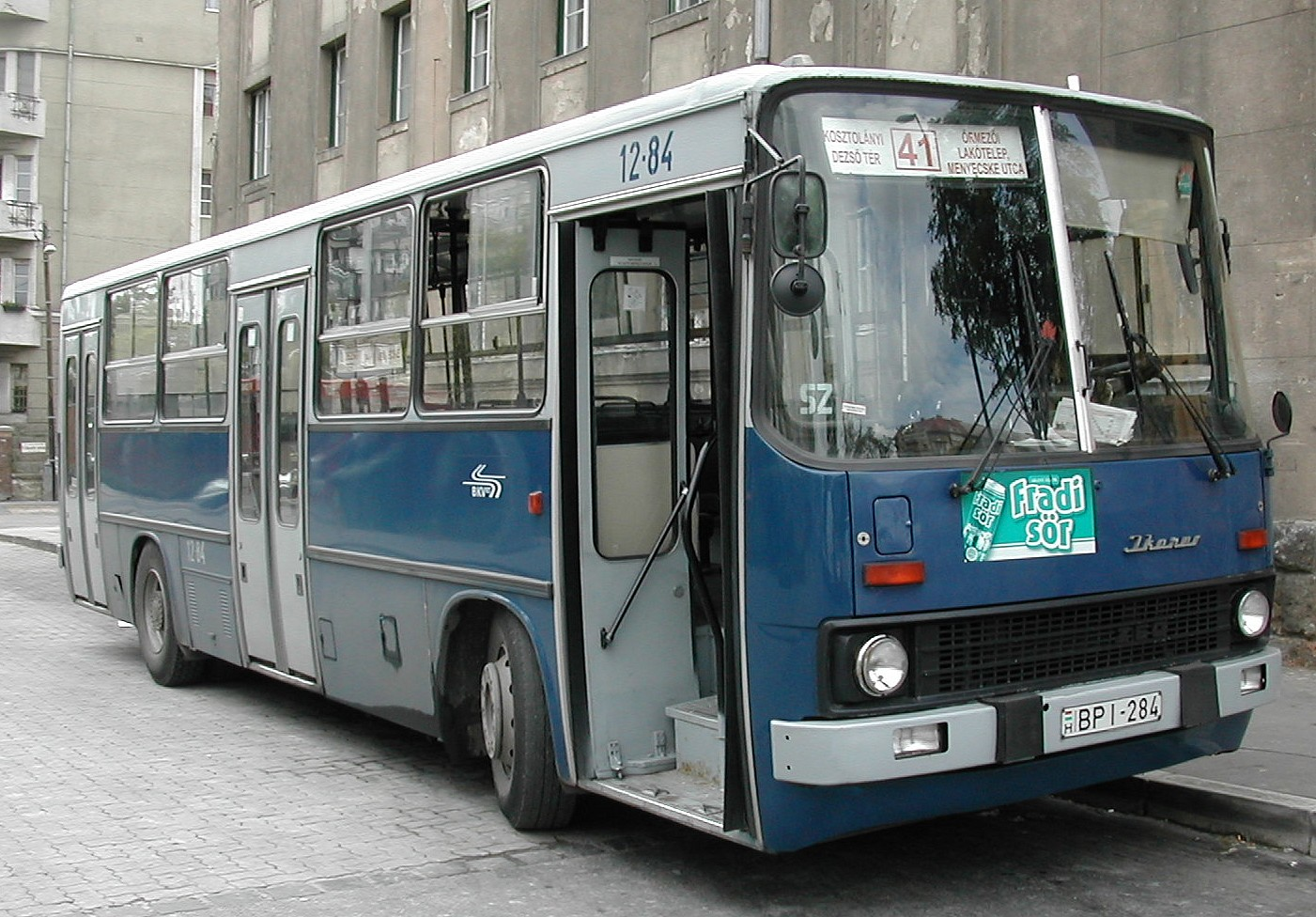
Ikarus 260.00 w barwach Budapesztu

Ikarus 260.03 został zbudowany dla Miszkolca. Wyposażony również w automatyczną skrzynię biegów i z wyglądu przypomina Budapesztańską wersję Ikarus 260.00.

### Ikarus 260.04

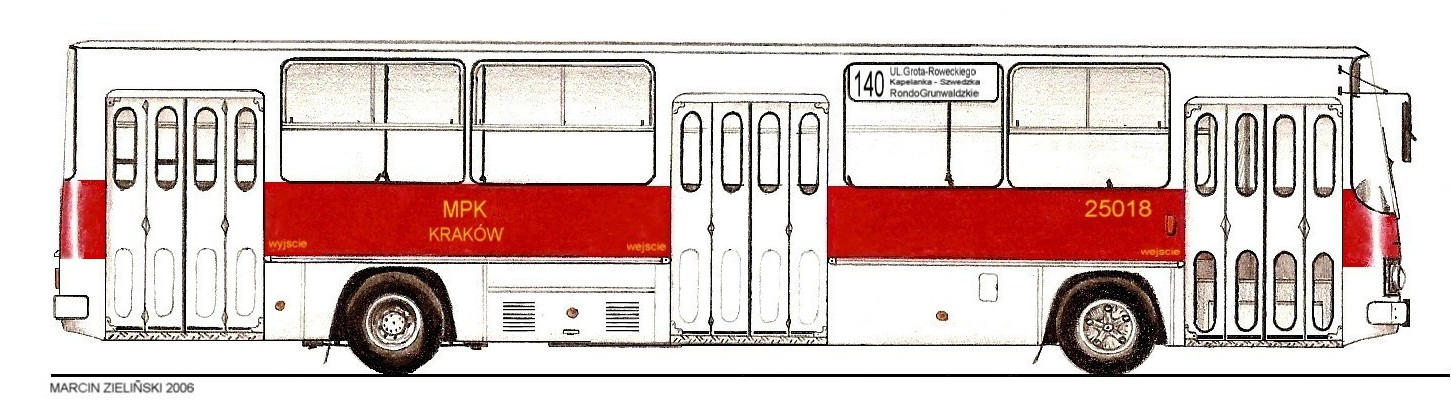
Ikarus 260.04

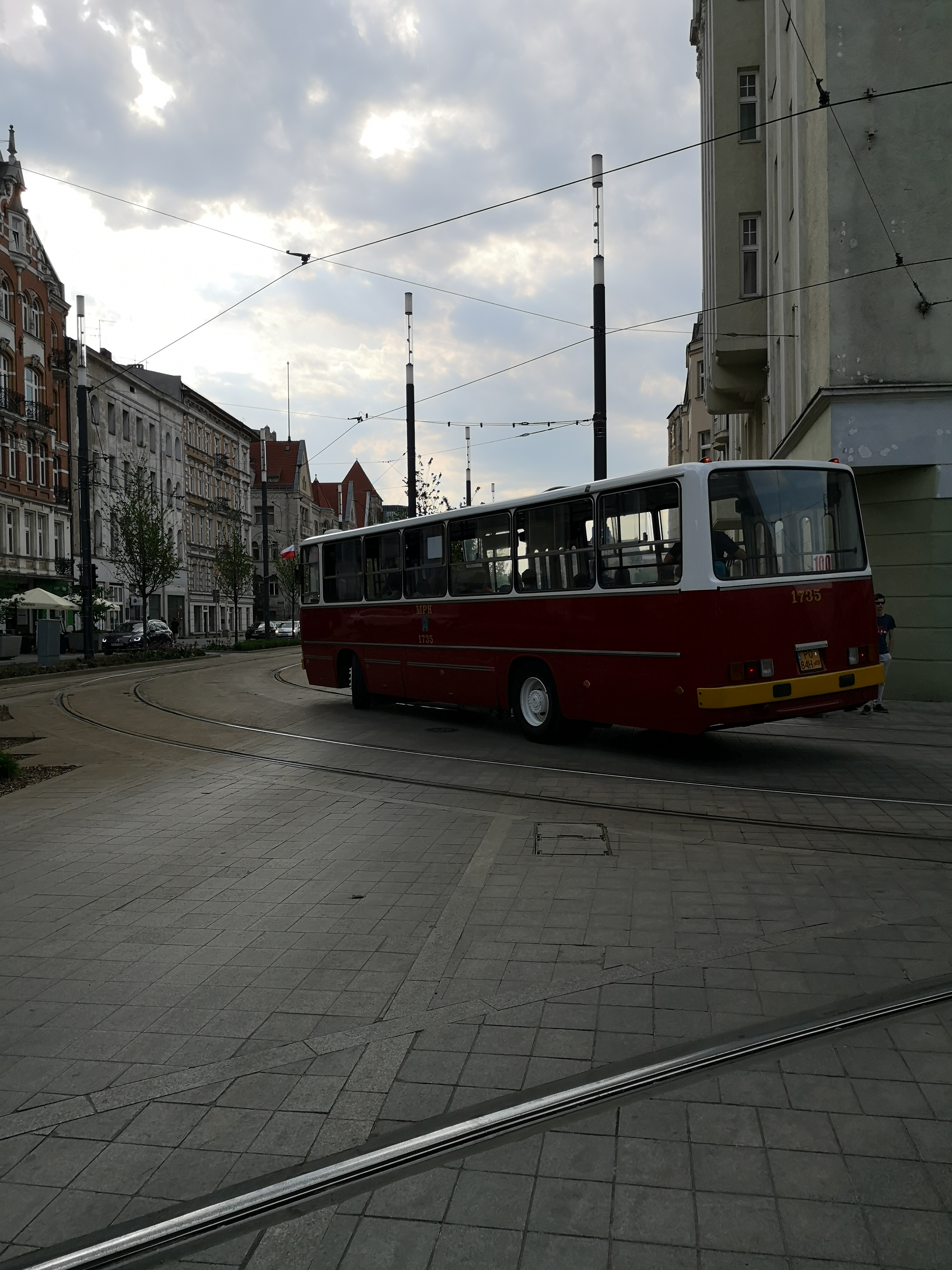
Ikarus 260.04 w Poznaniu, podczas obsługi linii turystycznej.

Ikarusy 260.04 zostały wykonane na zamówienie PRL. Wielkość okien zależy tu od roku produkcji. W latach siedemdziesiątych były to małe okna na 1/4 wysokości okien a w latach osiemdziesiątych już większe na 1/2 wysokości okien. Wszystkie modele miały drzwi harmonijkowe. Pierwsze autobusy tego typu pojawiły się w Polsce w 1972 i 1973. Większość jednak została sprowadzona po 1981. Po wprowadzeniu do produkcji autobusu Jelcz_M11 zaniechano importu autobusów tego typu, ale na początku lat 90. w Warszawie powstała seria tych autobusów na bazie nowych nadwozi oraz regenerowanych części. Z tej serii jest zachowany warszawski ikarus #289 oraz krakowski #45151.

### Ikarus 260.06
Ikarus 260.06 to wersja miejska oferowana na rynek węgierski poza Budapesztem i Miszkolcem, czyli Volanów. Jest to autobus trzydrzwiowy wyposażony w skrzynię automatyczną Praga lub po modernizacji Voith, lub ZF. Do 1984 wyposażony był oś przednią Liaz A4 a później Raba MVG. W 1984 zaczęto w nich też montować drzwi płatowe zamiast harmonijkowych.

### Ikarus 260.30A
Wersja ikarusa produkowana po 1997 roku z automatyczną skrzynią biegów oraz silnikiem Raba D10UTSLL-160 lub D10URS. W Polsce jeden egzemplarz tego typu jeździł w Gliwicach do roku 2014. Jest to oznaczenie zgodne z nomenklaturą wprowadzoną pod koniec lat 90. w ikarusie gdzie pierwsza liczba po kropce oznacza liczbę drzwi a literka A lub M oznacza typ skrzyni biegów.

### Ikarus 260.32

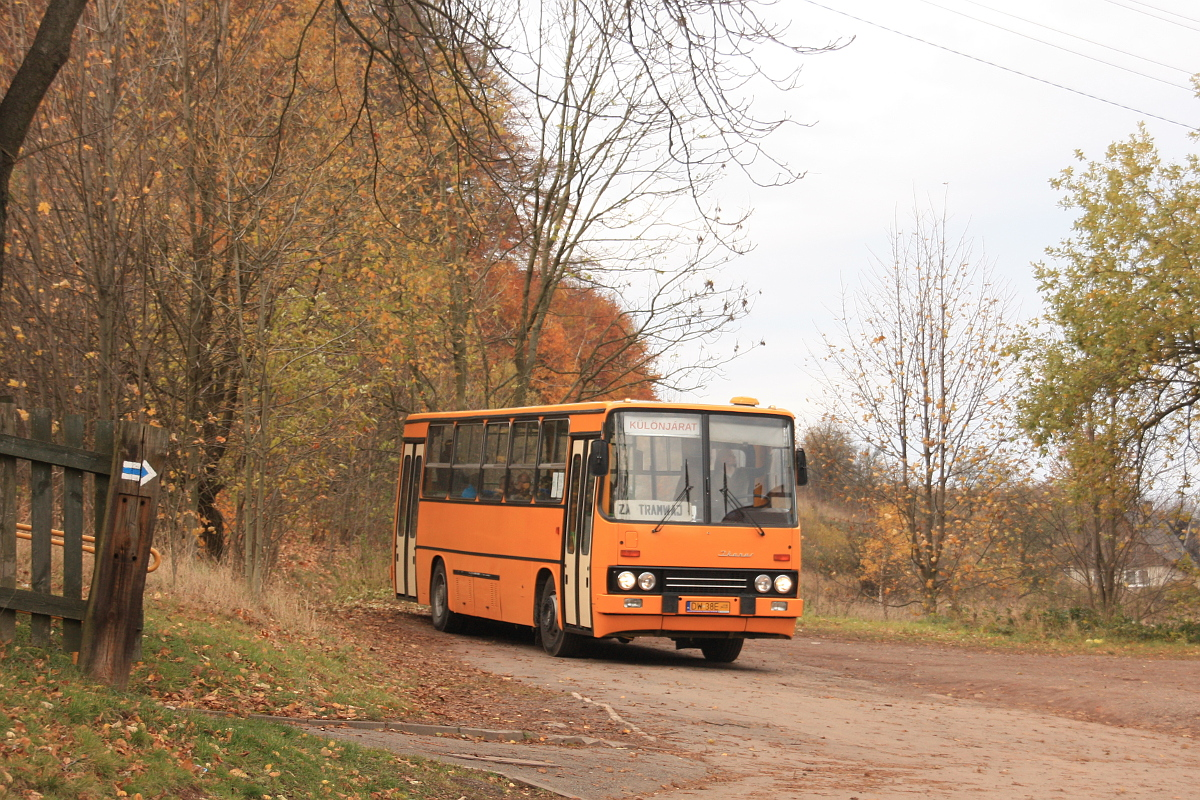
Zabytkowy Ikarus 260.32

Ikarusy 260.32 to wersja lokalna ikarusa przygotowana z myślą o rynku węgierskim. Są to autobusy dwudrzwiowe, wyposażone w siedzenia dwurzędowe na całej długości autobusu.

### Ikarus 260.39
Wersja lokalna na węgierski rynek z większą liczbą miejsc stojących. Po prawej stronie autobusu ma siedzenia dwurzędowe, a po lewej jednorzędowe.

### Ikarus 260.43
Wersja lokalna dla NRD wyposażona w dwoje drzwi 2-2-0, manualną skrzynię biegów i silnik D2156HM6U. W Polsce eksploatowana m.in. przez PKM Tychy.

### Ikarus 260.45
Wersja produkowana dla BKV Budapeszt w latach 1986-1991. Pojazdy tej serii miały 3 pary dwupłatowych drzwi i były wyposażone w 192-konny silnik Rába D2156HM6U, wspomagany przez 4-biegową, automatyczną skrzynię biegów ZF 4HP500 z retarderem. 

### Ikarus 260.46
Wersja produkowana dla BKV Budapeszt w latach 1986-1992. Pojazdy tej serii miały 3 pary dwupłatowych drzwi i były wyposażone w 192-konny silnik Rába D2156HM6U, wspomagany przez 3-biegową, automatyczną skrzynię biegów Voith D851.2 z retarderem. 

### Ikarus 260.50

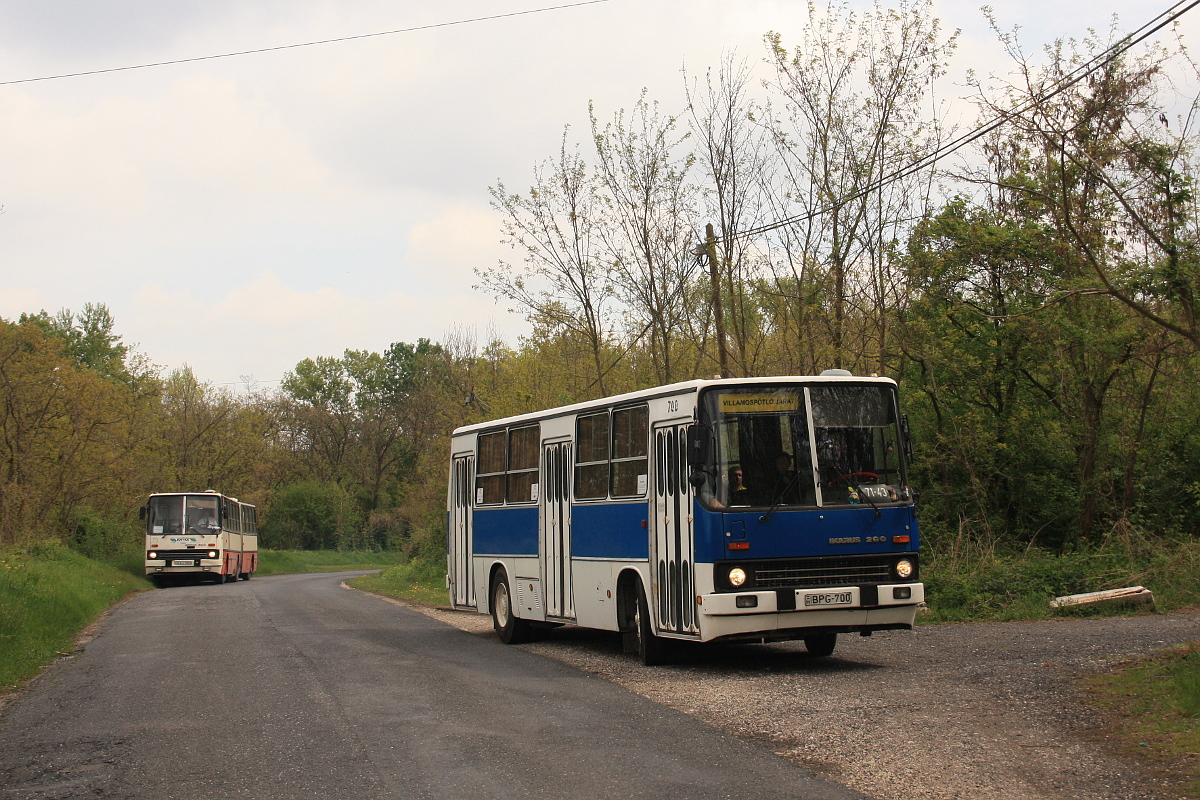
Ikarus 260.50 z lat dziewięćdziesiątych

Wersja eksportowa ikarusa 260 z lat dziewięćdziesiątych. Trafiała głównie do Rosji i krajów WNP. Kilka egzemplarzy pozostało na Węgrzech. Planowano również eksport tej wersji do Polski, ale nie doszło to do skutku. Autobus charakteryzował się trzema parami harmonijkowych drzwi, skrzynią biegów Csepel-ZF S6-90 oraz silnikiem Raba D2156 lub D10 (w zależności od roku produkcji).

### Ikarus 260.51
Wersja podmiejska ikarusa 260 z układem drzwi 2-0-2 produkowana na rynek Wspólnota Niepodległych Państw. Wyposażenie mechaniczne tożsame z wersją 260.50.

### Ikarus 260.73A
Wersja ikarusa na rynek polski z płatowymi drzwiami i automatyczną skrzynią biegów oraz silnikiem Raba D10UTS-155.

### Ikarus 260.73B
Wersja ikarusa przeznaczona na rynek polski z płatowymi drzwiami oraz silnikiem Raba D2156HM6UT, oraz manualną skrzynią biegów Csepel-ZF S6-90-734.5.